# 印度洋中洋脊

印度洋中洋脊測深圖

印度洋中洋脊（英語：Central Indian Ridge）是印度洋西部的中洋脊。

## 地質
印度洋中洋脊的形態特徵為典型的慢速至中速擴張洋脊，軸向谷深約500至1000公尺。長50至100公里的脊段之間，夾有長約30公里的轉形斷層，以及長約10公里的非轉形斷裂帶。岩漿供應主要來自軸向火山脊，這些火山脊長約15公里，寬1至2公里，高出軸谷底部100至200公尺。
其在赤道附近的擴張速率約為每年30公釐，而在南端的罗德里格斯岛三联点則為每年49公釐，因此印度洋中洋脊屬於中等偏快的擴張型洋脊。其特徵是擴張方向與脊線夾角中等偏小，且大型位移帶較少。唯一明顯的例外，是位於南緯18°、長近300公里的瑪麗·賽萊斯特斷裂帶。從南緯21°到該斷裂帶之間，印度洋中洋脊脊線向西偏折，且較大的斷裂位移方向由右旋轉為左旋，但在南緯18°以北又恢復為右旋。
除此之外，印度洋中洋脊南段（從罗德里格斯岛三联点到阿爾戈斷裂帶，南緯25°–13°）幾乎與擴張方向垂直。而在阿爾戈斷裂帶以北，其走向高度傾斜，並由許多較短的脊段組成。北段（包括嘉士伯海嶺）則呈北北西走向，且缺乏斷裂帶。印度洋中洋脊軸線深度由南緯20°的3200公尺，逐漸加深至罗德里格斯岛三联点附近的4000公尺。

## 板塊邊界
傳統上，印度洋中洋脊被認為是非洲板塊與印度-澳洲板塊之間的分界線。同樣地，其北端的欧文断裂带被認為是印度-澳洲板塊與阿拉伯板塊的分界。然而，歐文斷裂帶的相對運動非常微弱，實際上阿拉伯與印度是作為同一板塊移動。這個板塊再向東，與澳洲板塊之間的界線是一條分散型邊界，即「印度–魔羯邊界」，從查戈斯大淺灘附近的印度洋中洋脊向東延伸到東經九十度洋脊，再沿該洋脊向北，至巽他海沟北端。這條分散型邊界可能形成於晚中新世，並與亞丁灣張裂及喜馬拉雅山的隆升有關。

## 構造與熱點
印度洋中洋脊張裂始於約3800萬年前，當時馬斯克林深海高原與查戈斯–拉克代夫洋脊分離。這兩者都是留尼旺熱點的產物，也是唯一已知與印度洋中洋脊交互作用的熱點。留尼旺熱點如今距離印度洋中洋脊約1100公里，它在約4700萬年前於南緯 18–20°附近，從印度板塊跨越印度洋中洋脊進入非洲板塊。留尼旺熱點的軌跡包括位於印度板塊上的查戈斯–拉克代夫洋脊，這條洋脊一直延伸到印度西岸，而該熱點在誕生之初，於6600萬年前形成了印度西北部的大規模玄武岩地層德干暗色岩。
印度洋中洋脊附近唯一露出海面的地形是罗德里格岛，它位於模里西斯與中洋脊之間、神秘的羅德里格斯三重交會點之巔。羅德里格斯洋脊透過一系列錯列排列的洋脊「三賢士」（Three Magi）在南緯19°與印度洋中洋脊匯合。然而，羅德里格斯島的火山岩與模里西斯及留尼旺島上、約 158–130萬年前的岩石相似，因此羅德里格斯洋脊不太可能源自印度洋中洋脊，留尼旺熱點依然是最可能的成因。

## 另見
- 印度洋東南海嶺
- 西南印度洋脊

## 外部連結
- . Tokyo: Springer Japan. 2015. ISBN 978-4-431-54864-5. doi:10.1007/978-4-431-54865-2.

34°39′20″S 54°28′58″E / 34.6555°S 54.4828°E